# Tibga
Tibga  là một tổng của Gourma Province ở đông bắc Burkina Faso. Thủ phủ của tổng này là thị xã Tibga. Dân số năm 2006 là 29.100 người.

## Các thị xã và các làng
Bandaokanré, Bangou, Banliboara, Bassambily, Belemgnoubli, Biliguimtenga, Bogré, Bokou, Bolontou, Bondioguin, Dasamlagfo, Dékouda, Dianga, Djingfoaga, Gandemtenga, Guilyendé, Hamtiouri, Kaldiouani, Kalkomé, Kalkouri, Kogossi, Kontaga, Kontaga-Peulh, Liguiditenga, Modré, Mossitenga, Nagbangou, Nassobdo, Nassoboré, Ouanga, Poringuin, Soadobila, Soatou, Tambourbangou, Tampour-kolkomé, Tiantiaka, Tiongo, Yaryomé, Yéga, Youkin và Youlmenga.